# Stazione di Ghedi
Stazione di Ghedi vasútállomás Olaszországban, Lombardia régióban, Ghedi településen.

## Vasútvonalak
Az állomást az alábbi vasútvonalak érintik:
- Brescia–Parma-vasútvonal

## Kapcsolódó állomások
A vasútállomáshoz az alábbi állomások vannak a legközelebb:
- Stazione di Viadana Bresciana
- Stazione di Montirone